# Charles Macleod-Robertson
Charles Macleod-Robertson (Belfast, 7 de maio de 1870 — Dumbarton, 2 de julho de 1951) foi um velejador britânico, medalhista olímpico. Ele competiu nos Jogos Olímpicos de Verão de 1908 na classe 12 Metre e conquistou a medalha de prata na disputa a bordo do Mouchette com Charles MacIver, J. Graham Kenion, James Baxter, John Adam, William Davidson, John Jellico, Thomas Littledale, Charles R. MacIver e John Spence. Na época, apenas o timoneiro e o imediato receberam medalhas de prata, enquanto a tripulação recebeu medalhas de bronze. No entanto, Macleod-Robertson é creditado como tendo recebido uma medalha de prata no banco de dados olímpico oficial.